# Kaleidoscope (EP)
Kaleidoscope és el tretzè EP de la banda anglesa Coldplay. Fou enregistrat en diversos estudis entre els anys 2014 i 2017, i publicat el 14 de juliol de 2017. Representa un treball que acompanya el setè àlbum d'estudi de la banda, A Head Full of Dreams (2015). L'àlbum fou candidat als Premis Grammy dins la categoria de millor àlbum de pop vocal (2018), però fou superat per ÷ d'Ed Sheeran.

## Producció
El líder de la banda, Chris Martin, va anunciar aquest treball el 21 de novembre de 2016 a través del compte oficial de Coldplay de Twitter. Ja va indicar el títol, Kaleidoscope, que correspon a una peça interludi de A Head Full of Dreams. Originalment s'havia d'haver publicat el 2 de juny, però fou posposat fins al 30 sense anunci previ de la banda, i llavors fins al 14 de juliol que va ser la data final.
Coldplay va comptar amb la col·laboració de The Chainsmokers per al primer senzill, «Something Just Like This», publicat el 22 de febrer de 2017, mentre que pel segon, «Miracles (Someone Special)», van comptar amb Big Sean. A banda d'aquests senzill també van llançar dos senzills promocionals. El primer titulat «All I Can Think About Is You», fou acompanyat d'un videoclip amb les lletres i dirigit per "I Saw John First", visible mitjançant el canal de Coldplay de YouTube. El segon fou «Aliens» també fou acompanyat per un videoclip amb les lletres i dirigit per Diane Martel i Ben Jones. Tots els guanys obtinguts d'aquest senzill van ser donats a l'ONG Migrant Offshore Aid Station (MOAS), dedicada al salvament d'immigrants i refugiats a la mar Mediterrània.

## Llista de cançons
| Núm.          | Títol                                                           | Composició                                     | Productors                         | Durada |
| ------------- | --------------------------------------------------------------- | ---------------------------------------------- | ---------------------------------- | ------ |
| 1.            | «All I Can Think About Is You»                                  | Berryman, Buckland, Champion, Martin           | Simpson, Daniel Green              | 4:34   |
| 2.            | «Miracles (Someone Special)» (amb Big Sean)                     | Berryman, Buckland, Champion, Martin, Anderson | Simpson, Green, Bill Rahko, Terefe | 4:36   |
| 3.            | «Aliens»                                                        | Berryman, Buckland, Champion, Martin, Eno      | Simpson, Green, Eno, Dravs         | 4:42   |
| 4.            | «Something Just Like This (Tokyo Remix)» (amb The Chainsmokers) | Taggart, Berryman, Buckland, Champion, Martin  | Simpson, Green, Rahko              | 4:34   |
| 5.            | «Hypnotised» (EP mix)                                           | Berryman, Buckland, Champion, Martin           | Simpson, Rahko                     | 6:31   |
| Durada total: | Durada total:                                                   | Durada total:                                  | Durada total:                      | 24:57  |

## Posicions en llista
| Llista (2017) | Posició |
| ------------- | ------- |
| Alemanya      | 9       |
| Austràlia     | 56      |
| Canadà        | 10      |
| Espanya       | 2       |
| França        | 2       |
| Itàlia        | 1       |
| Japó          | 1       |
| Estats Units  | 15      |

## Guardons
Nominacions
- 2018: Grammy al millor àlbum de pop vocal